# Ctenus monticola
Ctenus monticola är en spindelart som beskrevs av Bryant 1948. Ctenus monticola ingår i släktet Ctenus och familjen Ctenidae. Inga underarter finns listade i Catalogue of Life.